# Merck-Saint-Liévin
Merck-Saint-Liévin – miejscowość i gmina we Francji, w regionie Hauts-de-France, w departamencie Pas-de-Calais. Nazwa miejscowości pochodzi od imienia św. Lutwina.
Według danych na rok 1990 gminę zamieszkiwało 517 osób, a gęstość zaludnienia wynosiła 44 osób/km² (wśród 1549 gmin regionu Nord-Pas-de-Calais Merck-Saint-Liévin plasuje się na 770. miejscu pod względem liczby ludności, natomiast pod względem powierzchni na miejscu 236.).